# Мельман, Ефим Петрович
Ефим Петрович Мельман (при рождении Фро́им Пе́йсахович Ме́льман; 1 апреля 1913, Одесса — 19 июня 1994, Ивано-Франковск) — советский и украинский анатом и морфолог, профессор, 1974 — заслуженный деятель науки УССР.

## Биография
Родился 2 апреля (по старому стилю) 1913 года в Одессе в семье краснянского мещанина Пейсаха Рувиновича Мельмана и Хаси Мельман. Выпускник Харьковского медицинского института.
В 1943—1945 годах служил в армии: командир операционно-перевязочного взвода, главный хирург медико-санитарного батальона, майор медслужбы. Награждён орденами Красной Звезды (09.06.1944), Отечественной войны 2 степени (1944), Отечественной войны 1 степени (1945, 1985), медалью «За боевые заслуги» (1943).
После демобилизации окончил аспирантуру, защитил кандидатскую диссертацию, преподавал анатомию в Одесском медицинском институте.
В 1949—1980 годах зав. кафедрой анатомии Ивано-Франковского медицинского института.
В 1953 г. защитил докторскую диссертацию, тема — «Материалы к иннервации толстой кишки у человека (макроскопическое исследование)».
В 1950—1960-х годах проводил исследования в двух основных направлениях. Первое из них — изучение междунервных связей внутренних органов, результаты легли в основу монографии «Функциональная морфология иннервации органов пищеварения».
Вторым направлением было изучение проблемы коллатерального обращения; в ходе её исследования было защищено 16 докторских и 30 кандидатских диссертаций, сделано более 500 публикаций, из них — 4 монографии Мельмана (в соавторстве).
В 1971—1980 годах проректор по науке, в 1980—1992 годах — консультант кафедры анатомии Ивано-Франковского медицинского института.
В 1971 г. за монографию «Функциональная морфология иннервации органов пищеварения» удостоен премии им. В. П. Воробьёва АМН СССР.
Разработал схему подчревной новокаиновой блокады, предложил методы реваскуляризации органов.
Подготовил 58 докторов и кандидатов наук.
Является автором патента «Способ фиксации спинного и головного мозга для электронно-микроскопического исследования», 1982, совместно с В. С. Гитилисом, Б. В. Шутки и А. А. Новоземцевой.
Член президиума Всемирного общества анатомов, гистологов и эмбриологов. Награждён орденом Трудового Красного Знамени, другими орденами и медалями.

## Основные работы

### Диссертации
- Мельман Е. П. Артериальные анастомозы ягодичной области и бедра человека: анатомические и анатомо-рентгенологические исследования / Диссертация … кандидата медицинских наук. — Одесса, 1946. — 262 с.
- Мельман Е. П. Материалы к иннервации толстой кишки у человека: макро-микроскопические исследования / Диссертация … доктора медицинских наук. — Станислав, 1952. — Т. 1. — 472 с.
- Мельман Е. П. Материалы к иннервации толстой кишки у человека: макро-микроскопические исследования / Диссертация … доктора медицинских наук. — Станислав, 1953. — Приложение к Т. 1. — 14 с.
- Мельман Е. П. Материалы к иннервации толстой кишки у человека: макро-микроскопические исследования / Диссертация … доктора медицинских наук. — Станислав, 1952. — Т. 2. Атлас иллюстраций. — 215 с.
- Мельман Е. П. Материалы к иннервации толстой кишки у человека: макро-микроскопические исследования / Диссертация … доктора медицинских наук. — Станислав, 1952. — Т. 3. Протоколы исследований. — 208 с.

### Монографии
- Козлов В. И., Мельман Е. П., Нейко Е. М., Шутка Б. В. Гистрофизиология капилляров / Российская академия наук, Научный совет по физиологическим наукам, Институт физиологии им. И. П. Павлова. — СПб.: Наука, 1994. — 230 с. ISBN 5-02-025986-1
- Мельман Е. П. Функциональная морфология иннервации органов пищеварения. — М.: Медицина, 1970. — 327 с.
- Мельман Е. П., Дацун И. Г. Функциональная морфология прямой кишки и структурные основы патогенеза геморроя. — М.: Медицина. — 1986. — 176 с.
- Мельман Е. П., Шевчук М. Г. Кровеносное русло сердца и его потенциальные резервы. — М.: Медицина, 1976. — 240 с.
- Мельман Е. П., Шутка Б. В. Морфология почки. — К.: Здоровье, 1988. — 152 с.

### Учебные пособия
- Лобко П. И., Мельман Е. П., Денисов С. Д., Пивченко П. Г. Вегетативная нервная система: Атлас: Учебное пособие для студентов медицинских институтов / Министерство здравоохранения СССР. — Мн.: Вышэйшая школа, 1988. — 271 с.
- Нейко Е. М., Мельман Е. П., Середюк Н. Н., Нейко В. Е. Уход за больными: Учебное пособие для студентов медицинских институтов / Министерство здравоохранения УССР, Ивано-Франковский медицинский институт. — Ивано-Франковск, 1990. — 130 с.

### Статьи
- Волынский Ф. А. Мельман Е. П. О нейрональных связях внутренних органов // Вопросы физиологии. — 1953. — Т. 3. — С. 163—176.
- Гончарь М. Г., Мельман Е. П. Морфо-функциональные изменения мышц конечности и их микроциркуляторного русла под влиянием острой ишемии // Архив анатомии, гистологии и эмбриологии. — 1990. — Т. 98. — №. 6. — С. 13—18.
- Мельман Е. П. Опыт математического моделирования капиллярно-нейроклеточных отношений в вегетативных узлах кишечника // Вестник Академии медицинских наук СССР. — 1970. — №. 2. — С. 58—67.
- Мельман Е. П. Пути микроваскуляризации периферических нервов и их пластичность: Обзор литературы // Архив анатомии, гистологии и эмбриологии. — 1988. — Т. 95. — №. 12. — С. 72—79.
- Мельман Е. П., Бережковский М. Н. Математический анализ некоторых параметров микроциркуляторного русла мышц и мышечных органов // Архив анатомии, гистологии и эмбриологии. — 1975. — Т. 67. — №. 5. — С. 53—57.
- Мельман Е. П., Грицуляк Б. В. Изменения кровеносных сосудов яичка и его паренхимы при наличии пахово-мошоночной грыжи и после грыжесечения // Клиническая хирургия. — 1976. — Т. 8. — С. 135—140.
- Мельман Е. П., Ковальчук Л. Е. Структурная организация юкстагломерулярного комплекса почки и его изменения при моделировании реноваскулярной гипертонии // Архив анатомии. — 1979. — Т. 77, Вып. 12. — С. 64—74.
- Мельман Е. П., Левицкий В. А., Павлович В. Г. Биометрическая характеристика коррелятивных внутриствольных невровазальных соотношений периферических нервов собаки // Архив анатомии. — 1981. — Т. 80. — №. 5. — С. 57—66.
- Мельман Е. П., Шутка Б. В. Дифференциация компонентов фильтрационного барьера почки человека в пренатальном периоде развития // Архив анатомии. — 1981. — Т. 80, Вып. 1. — С. 56—64.
- Мельман Е. П., Шутка Б. В. Исследование В. З. Голубевым микроангиоархитектоники почки // Архив анатомии. — 1983. — Т. 85, Вып. 12. — С. 87—89.
- Мельман Е. П., Шутка Б. В. Ультраструктура мезангия клубочка почечного тельца // Архив анатомии. — 1983. — Т. 84, Вып. 3. — С. 82—89.
- Мельман Е. П., Шутка Б. В. Ультраструктурные изменения лимфокапилляров оставшейся почки при компенсаторной гипертрофии на фоне временной ишемии // Лимфатические и кровеносные пути. — Новосибирск: Наука. Сибирское отделение, 1976. — С. 112—113.
- Шутка Б. В., Мельман Е. П., Ковальчук Л. Е. Реактивные свойства мезангиальных клеток клубочка почечного тельца при экстремальной нагрузке на почку // Бюллетень экспериментальной биологии и медицины. — 1984. — Вып. 1. — С. 95—98.